# Omino del sonno

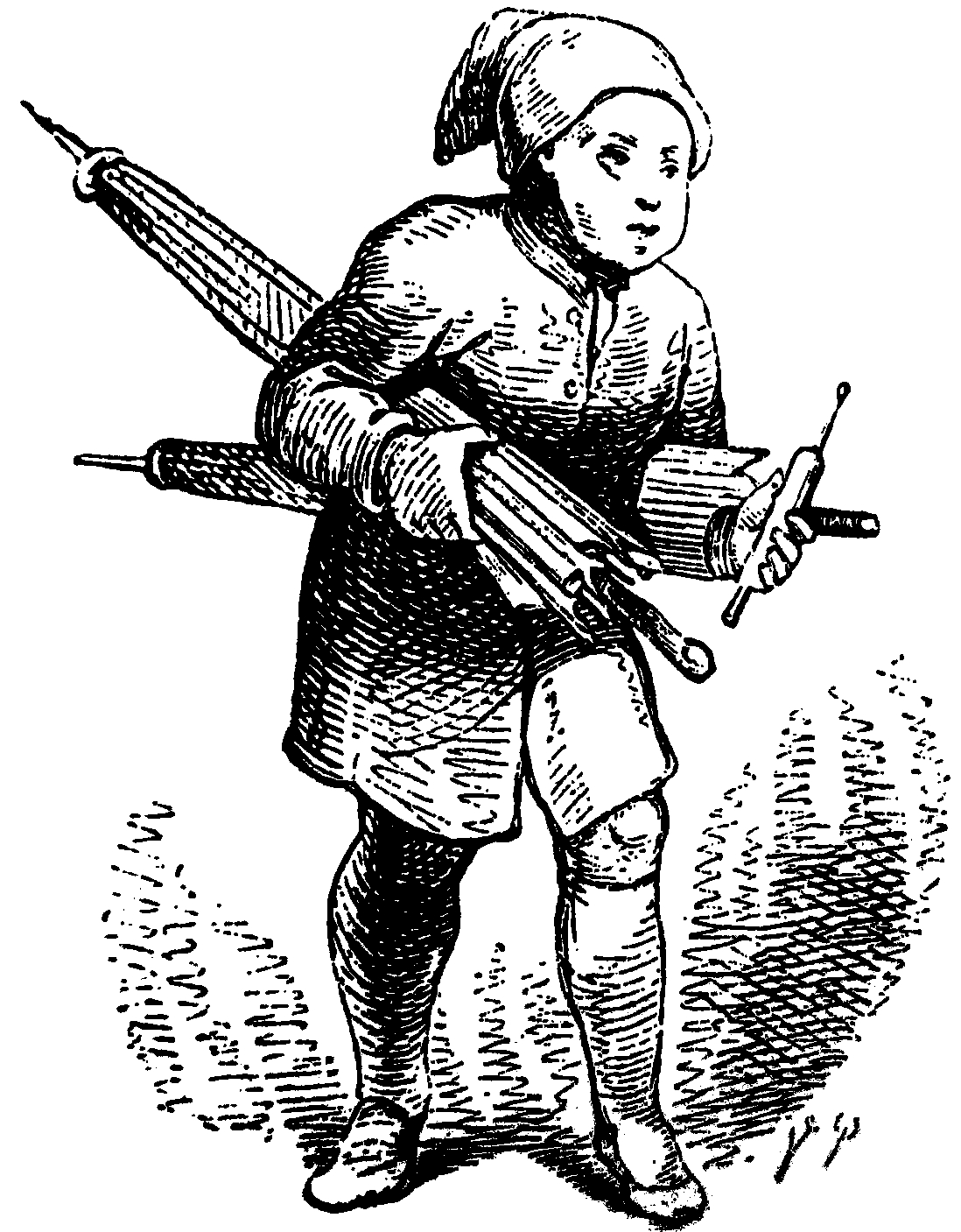
Una rappresentazione dell'Omino del sonno ad opera di Vilhelm Pedersen per la fiaba Ole Chiudigliocchi di Hans Christian Andersen

L'Omino del sonno è un personaggio mitico del folklore dell'Europa settentrionale che porta sogni felici cospargendo di sabbia magica gli occhi dei bambini mentre stanno dormendo.

## Rappresentazione nel folklore tradizionale
Tradizionalmente è un personaggio in molte storie per bambini. Si dice che cosparga sabbia o polvere sugli occhi dei bambini di notte per portargli sogni e sonno. Da qui deriva il suo nome in lingua inglese, Sandman (sand "sabbia", man "uomo"). 
La fiaba folkloristica di Hans Christian Andersen del 1841 Ole Lukøje parla dell'Omino del sonno, chiamato Ole Lukøje, riferendosi ai sogni dati ad un giovane ragazzo in una settimana attraverso la sua polvere magica.
Nel folklore rumeno c'è un personaggio simile chiamato Moș Ene ("Ene L'Anziano").

## Nella cultura contemporanea
- Le 5 leggende, dove col nome di Sandman è uno dei cinque Guardiani: guardiano dei sogni, della fantasia e il più anziano tra i cinque.
- Nella serie animata Martin Mystere, un episodio ha come antagonista l'Uomo-Sabbia, un mostro ispirato all'omino dei sogni, che trasforma i sogni in incubi terribili con la sua sabbia magica.
- L'Omino del Sonno è citato nella canzone Enter Sandman dei Metallica, contenuta nell'album Metallica del 1991.
- Blood Red Sandman è il secondo singolo di Lordi contenuto nell'album The Monsterican Dream del 2004.
- Mr. Sandman è una canzone del 1954 scritta, parole e musica, da Pat Ballard, incisa per la prima volta dal gruppo The Chordettes e successivamente da altri famosi esecutori.
- Sandman è il nome di una serie a fumetti scritta da Neil Gaiman tra il 1989 e il 1996, da cui è stata tratta la serie tv The Sandman.
- Un riferimento a Sandman compare anche in una puntata del Doctor Who, precisamente la puntata intitolata Sleep No More.
- Nella puntata n° 7 della serie animata The Real Ghostbusters basata sul film Ghostbusters del 1984, gli acchiappafantasmi affrontano l'Uomo del Sonno che intende addormentare l'intera popolazione mondiale per 500 anni.
- Un riferimento è anche presente nella canzone Concorde del gruppo alt-rock britannico Black Country, New Road, contenuta nel loro album Ants from Up There del 2022.